# اكمة الحود (حزم العدين)
اكمة الحود

تعديل مصدري - تعديل

اكمة الحود محلة تابعة لقرية الحلو، التابعة لعزلة بني وائل بمديرية حزم العدين إحدى مديريات محافظة إب في الجمهورية اليمنية، بلغ تعداد سكانها 61 حسب تعداد اليمن لعام 2004.